# Girard (Ohio)
Girard – miasto w Stanach Zjednoczonych, we wschodniej części stanu Ohio. Liczba mieszkańców w 2000 roku wynosiła 10 902.